# Mãeana
Mãeana, nome artístico de Ana Cláudia Lomelino Gonçalves (Rio de Janeiro, 7 de outubro de 1985) é uma cantora e compositora brasileira. Seu disco de estreia, Mãeana, foi lançado em 2015, e conta com composições inéditas de Caetano Veloso e Adriana Calcanhotto. Foi vocalista da banda brasileira Tono, que a projetou para a carreira solo.
Foi considerada pelo jornal O Globo como revelação da MPB. Sua música possui como inspiração o tropicalismo e o feminino.
Em 2016, colaborou na faixa "Oxumaré", do disco Ascensão, da cantora Serena Assumpção. No mesmo ano, lançou seu primeiro DVD ao vivo, intitulado Mãeana no MAM, pela gravadora Sony Music.
No final de 2018, entrou em uma turnê colaborativa com Letícia Novaes, em um show intitulado Letrux e Mãeana Cantam Bruxas. Em 2020, planeja lançar o álbum ao vivo Mãeana Canta Xuxa, registro do show em que interpretou músicas da cantora e apresentadora Xuxa com influências de samba-reggae.
É casada com Bem Gil, filho do cantor Gilberto Gil. O casal possui dois filhos: Dom e Sereno.

## Discografia
| Ano  | Álbum                | Formato                   | Gravadora       |
| ---- | -------------------- | ------------------------- | --------------- |
| 2009 | Tono Auge (com Tono) | CD, download digital      | Independente    |
| 2010 | Tono (com Tono)      | CD, download digital      | Independente    |
| 2013 | Aquário (com Tono)   | CD, download digital      | Independente    |
| 2015 | Mãeana               | CD, download digital      | Independente    |
| 2016 | Mãeana no MAM        | CD, DVD, download digital | Sony Music      |
| 2020 | Mãeana Canta Xuxa    | A ser anunciado           | A ser anunciado |
| 2021 | Mãeana 2             | Download digital          | Independente    |
| 2024 | Mãeana canta JG      | Download digital          | Independente    |